# Dolomiaea forrestii
Dolomiaea forrestii là một loài thực vật có hoa trong họ Cúc. Loài này được (Diels) C.Shih mô tả khoa học đầu tiên năm 1986.